# Black Metal (альбом)
Black Metal — другий альбом англійської хеві-метал гурту Venom. Він був випущений у листопаді 1982 року, під час великого розквіту метал-музики у Великій Британії, яка була новою хвилею британського хеві-металу, і впливнув на сцени треш-металу , дет- металу та блек-металу, які з'явилися в 1980-х і початку 1990-х років.
Незважаючи на те, що альбом дав назву останньому піджанру хеві-металу, сьогодні все ще обговорюються, чи є музика альбому треш-металом чи блек-металом.AllMusic описав його як «екстремальний метал»,Тим не менш, його тексти та образи мали великий вплив на ранню норвезьку блек-метал сцену.

## Фон
Після релізу та загального позитивного прийому дебютного альбому групи, Venom зарекомендував себе як пария світу металу. Завдяки тому, що після серії успішних концертів група створила сильну базу шанувальників у Європі, Venom повернувся до студії, щоб записати свої наступні результати другого альбому. Оскільки вокаліст і басист Конрад «Кронос» Лант отримав більше досвіду в студії як інженер, а також гурт, який краще зрозумів свою ідентичність, дозволив «Веному» краще зрозуміти, чого вони прагнуть досягти в студії.

## Про альбом
Вважається, що цей альбом значно вплинув на формування і розвиток треш- і дет -сцен, що виникли в 80-ті і ранні 90-ті. Більше того, альбом дав ім'я новому жанру, піонерами якого були Venom . Хоча альбом зробив величезний внесок у формування блек-металу, сьогодні жанр альбому часто визначають як треш-метал.
Оригінальну обкладинку намалював Конрад Лант, басист та вокаліст гурту. Грайндкор гурт Exit-13 згодом створив пародію на обкладинку Venom для свого альбому … Just A Few More Hits.
Станом на травень 1983 року, загальна чисельність проданих копій альбому Black Metal у Європі досягла понад 25 000.
Диск опинився на 68-му місці у списку найкращих британських альбомів усіх часів, складеного за результатами голосування читачів журналу Kerrang!. Також він був включений до списку 1001 Albums You Must Hear Before You Die.
Пісня «Black Metal» була включена до саундтреку Tony Hawk's American Wasteland .

## Музика та тексти
Треки альбому були описані як такі, що складаються зі «швидкості, помітної швидкості, ритмічних вибухів і різких рифів», а також як «груба малобюджетна продукція, як концерт у погребі». Подібно до Welcome to Hell, Black Metal також зберігає дуже невідшліфований і недостатньо вироблений звук через обмеженість у часі лейбла, а також бажання Ланта отримати «найважчий звук, який я міг отримати» на плівку.
"Ми знали, що разом у нас був оригінальний звук, нечестивий гомін, який охопив вас, коли ми стукнули по треку, був справді приголомшливим, спроба записати це хаос на плівку в студії була іншою справою, я намагався з усіх сил навички, які я отримав як студійний інженер, я просто шукав найсильнішого звуку, який тільки міг отримати, я маю на увазі, що я ніколи не збирався зробити так, щоб Venom звучав так, як Lynyrd Skynyrd? Це був чистий хаос від початку до кінця ". — Лант
Лірично гурт продовжує досліджувати сатанинські теми («To Hell and Back», «Leave Me in Hell», «Sacrifice», «Heaven's on Fire») і чаклунство («Don't Burn the Witch»). Інші теми включають сценарії кошмарів («Buried Alive», «Raise the Dead»), міфологію жахів («Countess Bathory») та підліткові сексуальні фантазії («Teacher's Pet»).

## Запис альбому
За словами Кроноса, цей альбом був записаний у досить рекордні терміни — лише 6 днів.
Спочатку група планувала помістити в альбом такі пісні як Senile Decay, At War With Satan, Teacher's Pet, Heaven On Fire, Hell & Back, Hound Of Hell та Raise The Dead, однак, в кінцевому варіанті, з цього списку, в альбом увійшли Teacher's Pet, Heaven On Fire, Hell & Back, Raise The Dead та At War With Satan у вигляді прев'ю. Пісня Hound Of Hell була видана як бонус-трек на перевиданні альбому у 2002 році . Композиція Senile Decay була видана лише у 2005 році на американському збірнику Venom — MMV.

## Трек-лист
| Сторона A («Black») | Сторона A («Black») | Сторона A («Black») |
| #                   | Назва               | Тривалість          |
| ------------------- | ------------------- | ------------------- |
| 1.                  | «Black Metal»       | 3:40                |
| 2.                  | «To Hell and Back»  | 3:00                |
| 3.                  | «Buried Alive»      | 4:16                |
| 4.                  | «Raise the Dead»    | 2:45                |
| 5.                  | «Teacher's Pet»     | 4:41                |

| Сторона B («Metal») | Сторона B («Metal»)           | Сторона B («Metal») |
| #                   | Назва                         | Тривалість          |
| ------------------- | ----------------------------- | ------------------- |
| 6.                  | «Leave Me in Hell»            | 3:33                |
| 7.                  | «Sacrifice»                   | 4:27                |
| 8.                  | «Heaven's on Fire»            | 3:40                |
| 9.                  | «Countess Bathory»            | 3:44                |
| 10.                 | «Don't Burn the Witch»        | 3:20                |
| 11.                 | «At War with Satan (preview)» | 2:14                |

| Бонус-треки на перевиданні 2002 року | Бонус-треки на перевиданні 2002 року       | Бонус-треки на перевиданні 2002 року |
| #                                    | Назва                                      | Тривалість                           |
| ------------------------------------ | ------------------------------------------ | ------------------------------------ |
| 12.                                  | «Bursting Out» (60 Min+ version)           | 2:58                                 |
| 13.                                  | «Black Metal» (Radio 1 session)            | 3:08                                 |
| 14.                                  | «Nightmare» (Radio 1 session)              | 3:27                                 |
| 15.                                  | «Too Loud for the Crowd» (Radio 1 session) | 2:09                                 |
| 16.                                  | «Bloodlust» (Radio 1 session)              | 2:44                                 |
| 17.                                  | «Die Hard» (12" version)                   | 3:06                                 |
| 18.                                  | «Acid Queen» (12" version)                 | 2:31                                 |
| 19.                                  | «Bursting Out» (12" version)               | 2:59                                 |
| 20.                                  | «Hounds of Hell» (Outtake)                 | 3:20                                 |

| Бонус-треки на ремастер перевиданні 2009 року | Бонус-треки на ремастер перевиданні 2009 року   | Бонус-треки на ремастер перевиданні 2009 року |
| #                                             | Назва                                           | Тривалість                                    |
| --------------------------------------------- | ----------------------------------------------- | --------------------------------------------- |
| 21.                                           | «Bloodlust (7" Single A-Side, NEAT 13)»         | 2:59                                          |
| 22.                                           | «In Nomine Satanas (7" Single B-Side, NEAT 13)» | 3:26                                          |

## Учасники запису
- Кронос — бас-гітара, вокал;
- Мантас — гітара;
- Абаддон — ударні;
- Кіт Нікол — продюсер, інженер